# Mac DeMarco
McBriare Samuel Lanyon "Mac" DeMarco, narozen jako Vernor Winfield Mc Briare Smith IV. (* 30. dubna 1990) je kanadský zpěvák, hudební skladatel, multiinstrumentalista a producent. DeMarco vydal čtyři studiová alba, 2 (2012), Salad Days (2014) a This Old Dog (2017), Here Comes the Cowboy (2019), stejně jako jeho dva menší LPs: jeho debutové Rock and Roll Night Club (2012) a Another One (2015). Jeho styl hudby je popsán jako "blue wave" (modrá vlna) a "slacker rock" (líný rock) a nebo podle DeMarca samotného "jizz jazz".

## Život a kariéra
DeMarco se narodil v Duncanu v Britské Kolumbii a vyrůstal v Edmontonu v Albertě. Během střední školy byl v několika kapelách, k nimiž patřila i indie-rocková kapela Meat Cleavers, alternativní R&B skupina the Sound of Love a post-punková skupina Outdoor Miners (pojmenovaná podle písně anglické rockové kapely Wire. Jeho pradědem byl Vernor Smith bývalý ministr železnic a telefonů. Jeho matka si později změnila jméno na McBriare Samuel Lanyon DeMarco.
Po absolvování střední školy se v roce 2008 stal pečovatelem. Poté se přestěhoval do Vancouveru. Poté, co žil v Killarney vydal vlastní album Heat Wave jako součást punk rockového projektu Makeout Videotape v roce 2009, který vznikl v garáži. Alba se prodalo všech 500 kopií. DeMarco během této doby pracoval na "psychedelických" projektech. Připojili se Alex Calder a Jen Clement a podepsali smlouvu s Unfamiliar Records a cestovali s Vancouverskou kapelou Japandroids v roce 2009. V roce 2011 se DeMarco přestěhoval z Vancouveru do Montrealu aby začal svou kariéru jako solo zpěvák. Když se mu nedařilo najít práci jako hudebníkovi, podílel se na lékařských experimentech, za které dostával zaplaceno a nebo dláždil silnice. 9. ledna 2012 podepsal smlouvu s nahrávací společností Captured Track. Na začátku roku 2012 vydal menší LP s názvem Rock and Roll Night Club. Album obsahuje čtyři skladby se zpomalenými vokály. Zapůsobilo to natolik, že studio souhlasilo s plnohodnotným albem. Toto vydání alba s názvem 2, bylo přijato dobře kritiky a získalo označení "Nová nejlepší hudba". Jedna z jeho písní "Moving Like Mike" byla licencována americkým maloobchodem Target na reklamu.
21. ledna 2014 DeMarco oznámil vydání druhého alba Salad Days spolu s debutovou písní "Passing Out Pieces". Album bylo vydáno 1. dubna 2014 a opět získal označení "Nejlepší nová hudba". Bylo nominované na cenu Polaris Music Award 2014. Captured Tracks oznámila sérii předplatného s názvem "The Worderful World of Mac DeMarco7" Club Vol. 1". Předplatitel obdržel každých šest až osm týdnů různé nahrávky od DeMarca.
DeMarco byl ve svojí první talk show (a druhé televizní vystoupení po představení The Eric Andre), když zpíval 30. března 2015 píseň "Let Her Go" na Conanu. 22. dubna 2015 oznámil DeMarco vydání nového mini alba s názvem Another One, které vyšlo 7. srpna 2015. DeMarco popisuje toto album jako sbírku milostných písní "Je to prostě jakýkoli způsob, jak se někdo může cítit, když mají na hrudi divné pocity". 11. května 2015 vydala nahrávací společnost Captured Tracks první singl z "Another One" alba, pojmenovaný "The Way You'd Love Her". Album "Another One" získalo příznivou zpětnou vazbu od hudebních kritiků, obdrželo skóre 75/100 na Matacritic. Still in Rock zařadil album jako třetí nejlepší za rok 2015.
8. července 2015 DeMarco vydal album s 9 písněmi s názvem "Some Other Ones" a nazval ho "BBQ soundtrack". Později toho večera uspořádal párty v New Yorku (kde bydlel) pro fanoušky, aby si poslechli "Another One", dostali zdarma hot dogy, pokud darovali jídlo potravinové bance.
V rozhovoru s panem Wavvym, 19. srpna 2015, DeMarco navrhl, aby v blízké budoucnosti vydal Makeout Videotape na vinylu.
DeMarco se objevil v Youtube show "Hot Ones" 23. února 2017.
31. ledna 2017 DeMarco oznámil své nové album s názvem "This Old Dog". Také vydal dva nové singly z alba ve stejný den. Album "This Old Dog" bylo vydáno 5. května 2017.
10. října 2017 se DeMarco objevil na Charlie Rose, ve kterém hovořil o novém albu a vztahem se svým otcem.

## Styl
DeMarcův styl je rozpoznatelný podle použití plochých bubnů, chorusu a vibrato efektů na kytaru a obecně líné atmosféry a la soft rock nahrává tlumené, nízkofrekvenční basové kytary spolu s Lennon-esque vokálním stylem, který byl také porovnán s Damon Albarnem z Gorillaz. Také zmínil Shuggie Otise, Jonathana Richmana a Weezer jako oblíbené umělce. Jeho skladby na kytaru se přesunuly od inscenací inspirovaného glamouru k tomu, co recenzenti popisují jako "popelářský pop" nebo "folk rock". DeMarco sám sebe označil jako "jizz jazz", své studio pak pojmenoval Jizz Jazz Studio, jak je uvedeno v dokumentárním filmu Pepperoni Playboy.

## Diskografie
Studiová alba
- Rock and Roll Night Club (2012)
- 2 (2012)
- Salad Days (2014)
- Another One (2015)
- This Old Dog (2017)
- Here Comes the Cowboy (2019)
- Five Easy Hot Dogs (2023)

Dema
- 2 Demos (2012)
- Salad Days Demons (2014)
- Some Other Ones (2015)
- Another (Demo) One (2016)
- Old Dog Demos (2018)
- Here Comes the Cowboy Demos (2020)
- Other Here Comes the Cowboy Demos (2020)

## S Makeout Videotape
Studiová alba
- Ying Yang (2010)

EP
- Heat Wave (2009)
- Eating Like a Kid (2010)
- Bossa Yeye (2010)
- Weird Meats EP (2010)

Kompilace
- Eyeballing (2010)